# A Game of Thrones: Genesis
A Game of Thrones: Genesis est un jeu vidéo de stratégie en temps réel (STR) développé par Cyanide et publié sur  PC par Focus Home Interactive le 28 septembre 2011. Le jeu est basé sur les romans de la série Le Trône de fer écrite par George R. R. Martin, l’action se déroulant durant les 1000 ans précédant les évènements du premier tome de la série. Le joueur incarne le roi d’une des huit grandes maisons disponibles dans le jeu – Arryn, Baratheon, Lannister, Martell, Stark, Targaryen, Tully et Tyrell – et doit acquérir de nouveaux territoires par le biais d’alliance pour se développer,.

## Accueil
| A Game of Thrones Genesis |      |       |
| Média                     | Pays | Notes |
| GameSpot                  | US   | 50 %  |
| Jeuxvideo.com             | FR   | 14/20 |